# منطقه اقتصادی قفقاز شمالی
منطقه اقتصادی قفقاز شمالی (روسی: Се́веро-Кавка́зский экономи́ческий райо́н) یکی از دوازده منطقه اقتصادی روسیه است.